# Sporophagomyces
Sporophagomyces K. Põldmaa & Samuels – rodzaj grzybów z klasy Sordariomycetes.

## Systematyka i nazewnictwo
Pozycja w klasyfikacji według Index Fungorum
Hypocreaceae, Hypocreales, Hypocreomycetidae, Sordariomycetes, Pezizomycotina, Ascomycota, Fungi.
Gatunki
- Sporophagomyces chrysostomus (Berk. & Broome) K. Põldmaa & Samuels 2000
- Sporophagomyces lanceolatus (Rogerson & Samuels) K. Põldmaa & Samuels 2000
- Sporophagomyces moellerianus (Bres.) K. Põldmaa & Samuels 2000

Nazwy naukowe na podstawie Index Fungorum.